# Nangloi Jat
Nangloi Jat (vaak afgekort tot Nangloi) is een census town in het district West-Delhi van het Indiase unieterritorium Delhi.

## Demografie
Volgens de Indiase volkstelling van 2001 wonen er 150.371 mensen in Nangloi Jat, waarvan 55% mannelijk en 45% vrouwelijk is. De plaats heeft een alfabetiseringsgraad van 63%.